# Nathan Ott

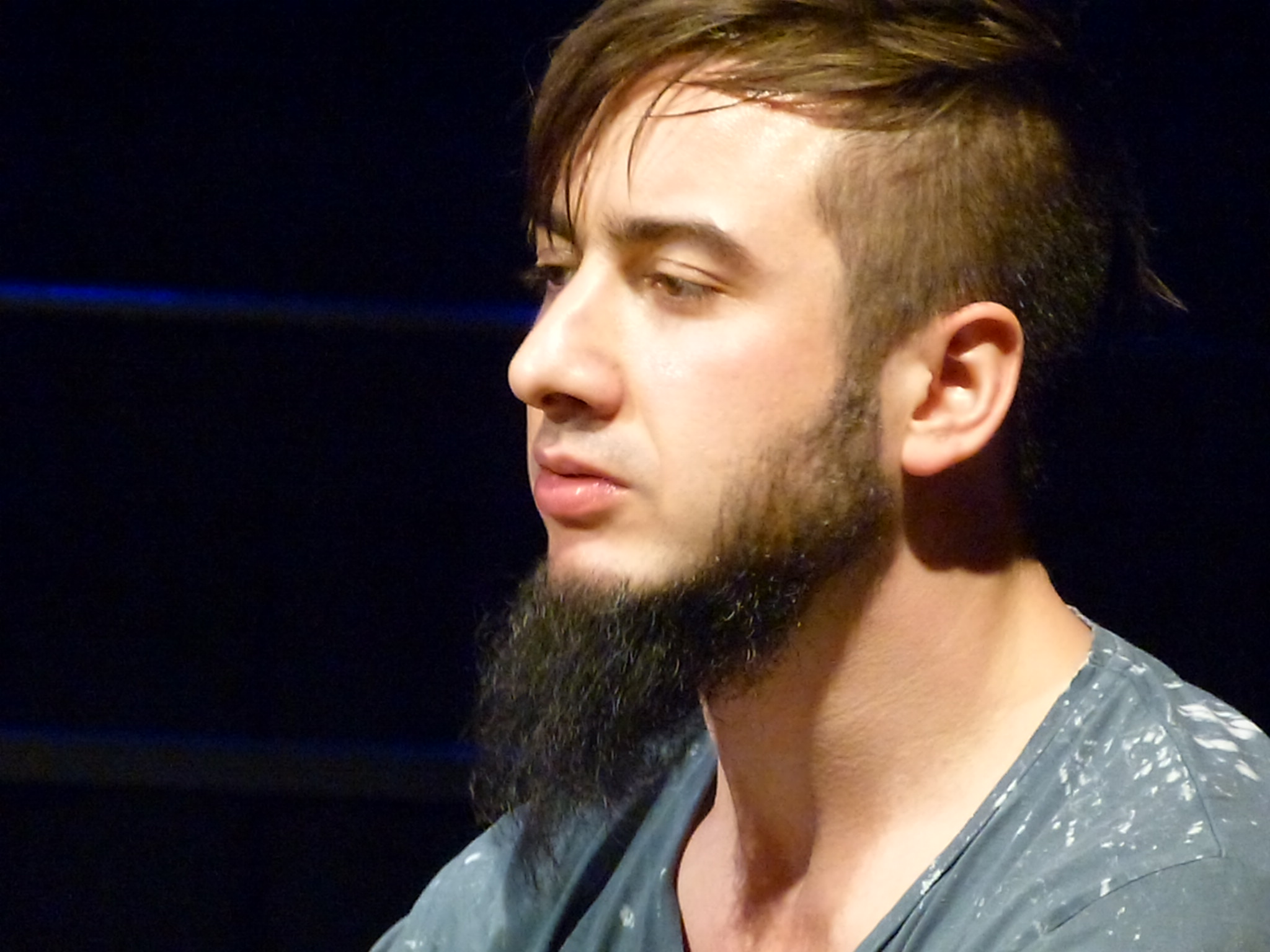
Nathan Ott (2016)

Nathan Ott (* 29. Mai 1989 in Lilienfeld) ist ein deutscher Jazzmusiker (Schlagzeug, Komposition).

## Leben und Wirken
Ott wuchs in einer musikalischen Familie in Augsburg auf und begann nach einer Ausbildung als klassischer Geiger und Erfahrungen in klassischen Jugendorchestern mit 18 Jahren Schlagzeug zu spielen, nachdem er ein Konzert von Dave Liebman erlebt hatte. Nach Unterricht bei Walter Bittner, seinem Abitur und einer einjährigen Vorbereitungszeit begann er 2009 sein Instrumentalstudium bei Billy Elgart an der Hochschule für Musik Würzburg, um es 2011 an der Hochschule für Musik und Theater Hamburg bei Holger Nell fortzusetzen und zu beenden.
Im Quartett Curious Case spielte er mit Anna-Lena Schnabel, Philipp Püschel und Christian Müller. Im Nathan Ott Quartet hat er zusammen mit Dave Liebman, Sebastian Gille und Robert Landfermann sein Debütalbum The Cloud Divers aufgenommen, das 2018 bei Unit Records herauskam. Im Dezember 2019 erschien sein zweites Album Shades of Red (Unit Records) im Quartett mit Dave Liebman, Jonas Westergaard und Sebastian Gille.
2022 studierte er privat Komposition bei seinem Mentor Richie Beirach. Im Jahr 2023 war er als Sideman auf dem Album Beauty in Chaos (Double Moon Records) der Pianistin Alexandra Ivanova sowie auf den Veröffentlichungen No Perspective (2024, Hey!Jazz) und Abstract Emotions (2025, Boomslang Records) mit dem Projekt OVERSÁEZ des Pianisten Sandro Saez zu hören.
2025 erschien auf der von Ott gegründeten Plattform An:Bruch als erste Veröffentlichung das Album Continuum, eingespielt mit Jonas Westergaard, Sebastian Gille und Christof Lauer. Nach einem Auftritt in Frankfurt beschrieb der Musikkritiker Wolfgang Sandner das Spiel des Quartetts als „eine mächtige Polyphonie voller Reibungen, homophoner Sätze, wunderlicher Zusammenklänge und doch stets hörbar musikalischer Logik verpflichtet. Wie bei Bach. Nur eben im Jazz-Idiom.“
Ebenfalls 2024 entwickelte Ott gemeinsam mit der Choreographin und Tänzerin Hannah Schillinger das Stück Resonant.Bodies für Solo-Drums und zwei Tänzerinnen. Premiere war beim An:Bruch-Festival im Dock11 in Berlin im November 2024.
Weiterhin arbeitete Ott unter anderem mit Stephan Meinberg, Christopher Dell, Sven Kerschek, Gabriel Coburger, Tobias Delius, Menzel Mutzke, Vladyslav Sendecki, und Claus Stötter zusammen. Zudem spielt er in der Weltmusik-Gruppe Maik Mondial, im Duoprojekt Doglance mit dem Gitarristen Julian Fischer und im Trio ekko mit Alexander Rueß und Louis Navarro. Er tourte international und trat auf Festivals wie Copenhagen Jazz Festival, Swinging Groningen, Tollwood sowie Elbjazz auf. Darüber hinaus sucht er das Zusammenspiel in Duoformaten wie dem Projekt Loxodon_prism mit dem Gitarristen Tal Arditi oder in Kooperation mit Konzertorganist Hannes Ritschel, für das er auch komponierte.
Seit 2019 lebt Ott als freischaffender Musiker in Berlin. Er ist auch als Dozent für Jazzschlagzeug und Didaktik an der Akademie für Musik Berlin tätig.

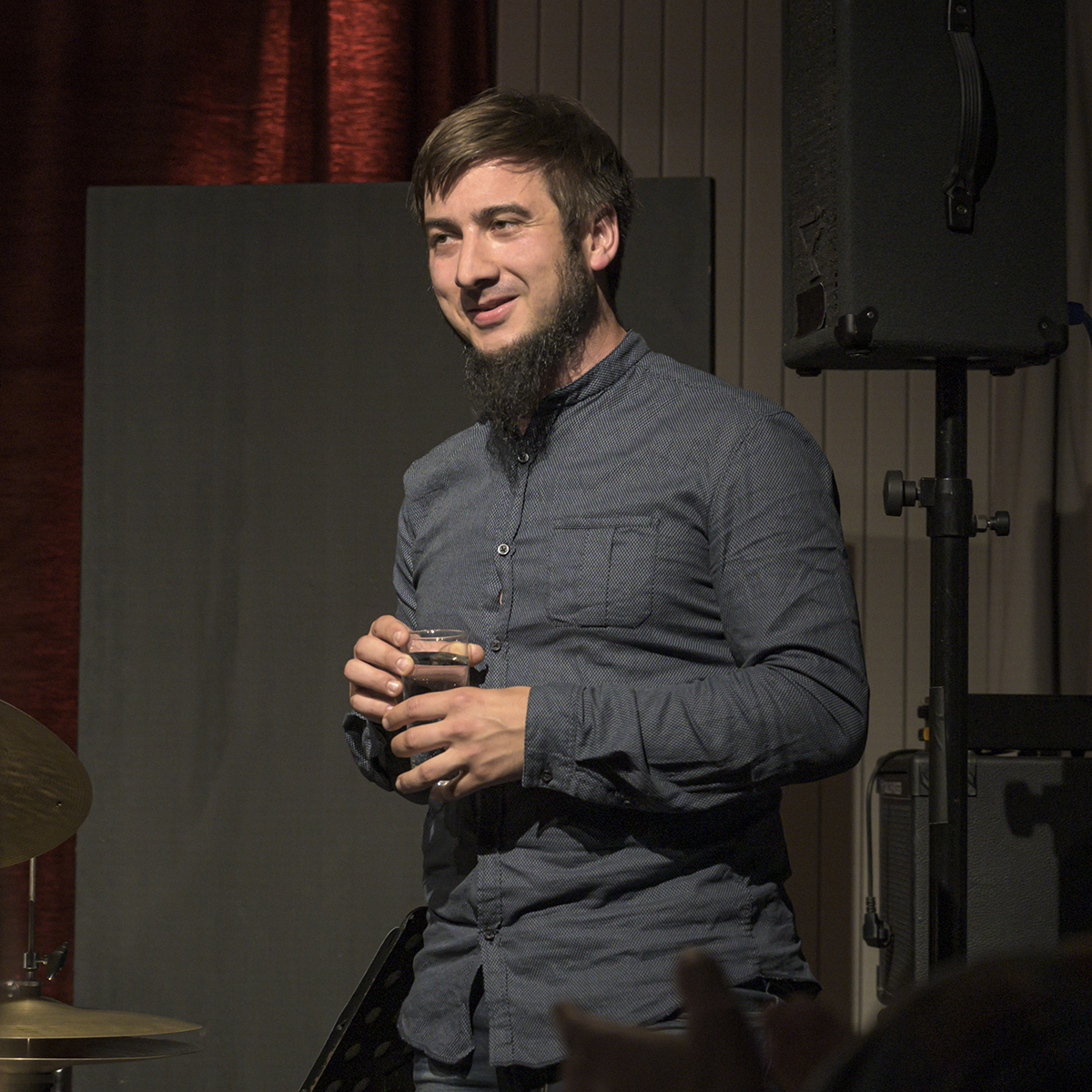
Nathan Ott, mit seinem Quartett im Loft, Köln (2019)

## Preise und Auszeichnungen
Ott wurde mehrfach bei Jugend musiziert und Jugend jazzt ausgezeichnet. Er war Stipendiat der Oscar-und-Vera-Ritter-Stiftung, Kunstförderpreisträger der Stadt Augsburg, Jazzpreisträger der Fürther Nachrichten und wurde 2014 für den Werner Burkhard Musikpreis nominiert. 2017 erhielt er mit dem Weltmusik-Ensemble Maik Mondial den Creole-Tour-Preis.
2025 wurde Otts Album Continuum auf die Longlist für den „Preis der Deutschen Schallplattenkritik“ mit den besten Aufnahmen in der Kategorie Jazz aufgenommen.